# Yuki Okada (1996)
Yuki Okada (岡田 優希 Okada Yuki?, nacido el 13 de mayo de 1996 en Kanagawa) es un futbolista japonés que juega como delantero.
En 2019, Okada se unió al FC Machida Zelvia de la J2 League.

## Trayectoria

### Clubes
| Club              | País  | Año    |
| ----------------- | ----- | ------ |
| FC Machida Zelvia | Japón | 2019 - |

## Estadística de carrera

### J. League
| Club              | Año   | J. League | J. League | Copa J. League | Copa J. League | Total | Total |
| Club              | Año   | Part.     | Goles     | Part.          | Goles          | Part. | Goles |
| ----------------- | ----- | --------- | --------- | -------------- | -------------- | ----- | ----- |
| FC Machida Zelvia | 2019  | 23        | 0         | -              | -              | 23    | 0     |
| Total             | Total | 23        | 0         | 0              | 0              | 23    | 0     |